# Nowy port lotniczy Ras Szukejr
Port lotniczy Nowy Ras Szukejr – lotnisko Egiptu, znajduje się w pobliżu miejscowości Ras Szukejr na zachodnim wybrzeżu Morza Czerwonego nad Zatoką Sueską.